# Хайнрих IV фон Шаунберг
Хайнрих IV фон Шаунберг (на немски: Heinrich IV von Schaunberg; † 1 март 1327) е граф на Шаумбург/Шаунбург/Шаунберг.
Той е син на Вернхарт III (I) фон Шаунберг († ок. 2 февруари 1287) и съпругата му Анна фон Нойфен († ок. 1 май 1271), дъщеря на рицар Хайнрих II фон Нойфен († сл. 1275). Внук е на Хайнрих II фон Шаунберг († 1276/1281).
Брат е на Вернхарт IV († сл. 1301), Леутолд († сл. 1338), провост в Матзе, капитулар в Пасау, и София († сл. 1349), омъжена 1311 г. за граф Ото IV фон Ортенбург († сл. 1342).

## Фамилия
Хайнрих IV фон Шаунберг се жени за Агнес фон Нойхауз († 3 ноември 1319), дъщеря на Улрих II фон Нойхауз и Мехтилд. Те имат децата:
- Хайнрих V фон Шаунберг († между 12 май 1353 и 25 февруари 1357), граф на Шаунберг
- Аделхайд († между 4 юли 1328 – 1335), омъжена пр. 1 март 1327 г. за граф Хайнрих III фон Ортенбург († 1347/1348)
- Вернхарт IV († между 15 декември 1318 – 3 ноември 1319)
- Агнес († сл. 1319), монахиня в Св. Бернхард във Виена
- Конрад I († 7 юни 1353), женен пр. 28 март 1317 г. за графиня Аделхайд фон Хоенберг († 1333), дъщеря на граф Алберт II фон Хоенберг († 1298) и Урсула фон Йотинген († 1308)
- Алберт († сл. 1327)
- Агнес (Анна) († сл. 1322), омъжена I. пр. 8 декември 1301 г. за граф Херман II фон Ортенбург († сл. 1301), II. пр. 26 април 1321 г. за Улрих I фон Майсау, супрем маршал на Австрия († сл. 1326)